# Liste des compagnies aériennes du Maroc
 (juin 2017).
Si vous disposez d'ouvrages ou d'articles de référence ou si vous connaissez des sites web de qualité traitant du thème abordé ici, merci de compléter l'article en donnant les références utiles à sa vérifiabilité et en les liant à la section « Notes et références ».
Voici une liste des compagnies aériennes marocaines.
| Compagnies aériennes    | Le début des opérations |
| ----------------------- | ----------------------- |
| Royal Air Maroc         | 1957                    |
| Royal Air Maroc Express | 2009                    |
| Air Arabia Maroc        | 2009                    |
| Dalia air               | 2010                    |
| L'Alpha de l'air        | 2007                    |

voici la liste des compagnes aériennes qui sont arrêtés de l'activité
| Compagnies aériennes                | Le début des opérations | Arrêt de l'activité |
| ----------------------------------- | ----------------------- | ------------------- |
| La Compagnie Aérienne Atlas Express | 2002                    | 2004                |
| Mondair                             | 2002                    | 2004                |
| Atlas blue                          | 2004                    | 2011                |
| Jet4you                             | 2005                    | 2012                |
| Les lignes du Maroc                 | 1996                    | 2009                |